# Полдневое
Полдневое — посёлок в Камызякском районе Астраханской области, входит в состав Образцово-Травинского сельсовета (до 2017 года — административный центр Полдневского сельсовета). Население 1097 человек (2011).

## История
Дата основания не установлено. На топографической карте Астраханской губернии 1909 года населенный пункт обозначен в границах Астраханского уезда как посёлок Полдневой. На карте Нижнего Поволжья Сулькевича 1931 года село Полдневое обозначено в границах Камызякского района Нижневолжского края. В 1943 году в составе Камызякского района село вошла в состав вновь образованной Астраханской области.
С 5 сентября 2017 года село Полдневое входит в состав Образцово-Травинского сельсовета.

## География
Полдневое расположен в пределах Прикаспийской низменности в южной части Астраханской области, в дельте реки Волги и находится на берегу протоки Полдневая. Уличная сеть состоит из девяти географических объектов: ул. Братьев Фоминых, ул. Гагарина, ул. Калинина, ул. Матросова, ул. Набережная, ул. Победы, ул. Садовая, ул. Степная, ул. Чапаева
Абсолютная высота 26 метров ниже уровня моря.

## Население
| 2002 | 2010  | 2011  |
| ---- | ----- | ----- |
| 1125 | ↘1046 | ↗1097 |

Национальный и гендерный состав
По данным Всероссийской переписи в 2010 году, численность населения составляла 1046 человек (489 мужчин и 557 женщин, 46,7 и 53,3 %% соответственно).
Согласно результатам переписи 2002 года, в национальной структуре населения русские составляли 82 % от общей численности населения в 1122 жителей.

## Инфраструктура
Фельдшерско-акушерский пункт, средняя школа на 200 мест, дом культуры на 200 мест, сельская библиотека.
Обслуживание нужд Астраханского заповедника.

## Транспорт
В Полдневом завершается автодорога регионального уровня Образцово — Травино — Полдневое (идентификационный номер 12 ОП РЗ 12Н 097).
От Полдневого в пос. Дамчик идёт подъездная дорога. Просёлочные дороги.

## Галерея

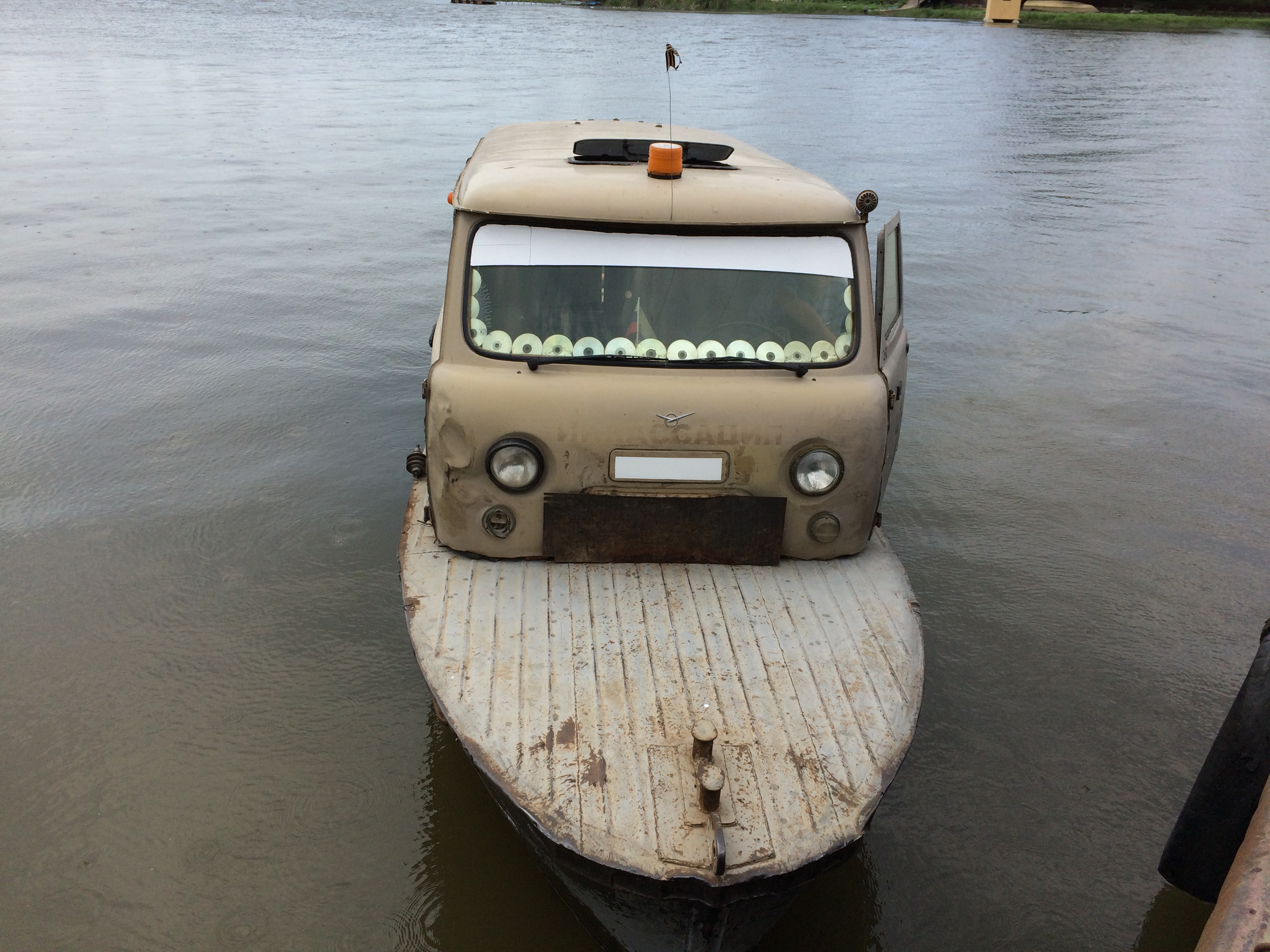
Буксир парома через реку Полдневную
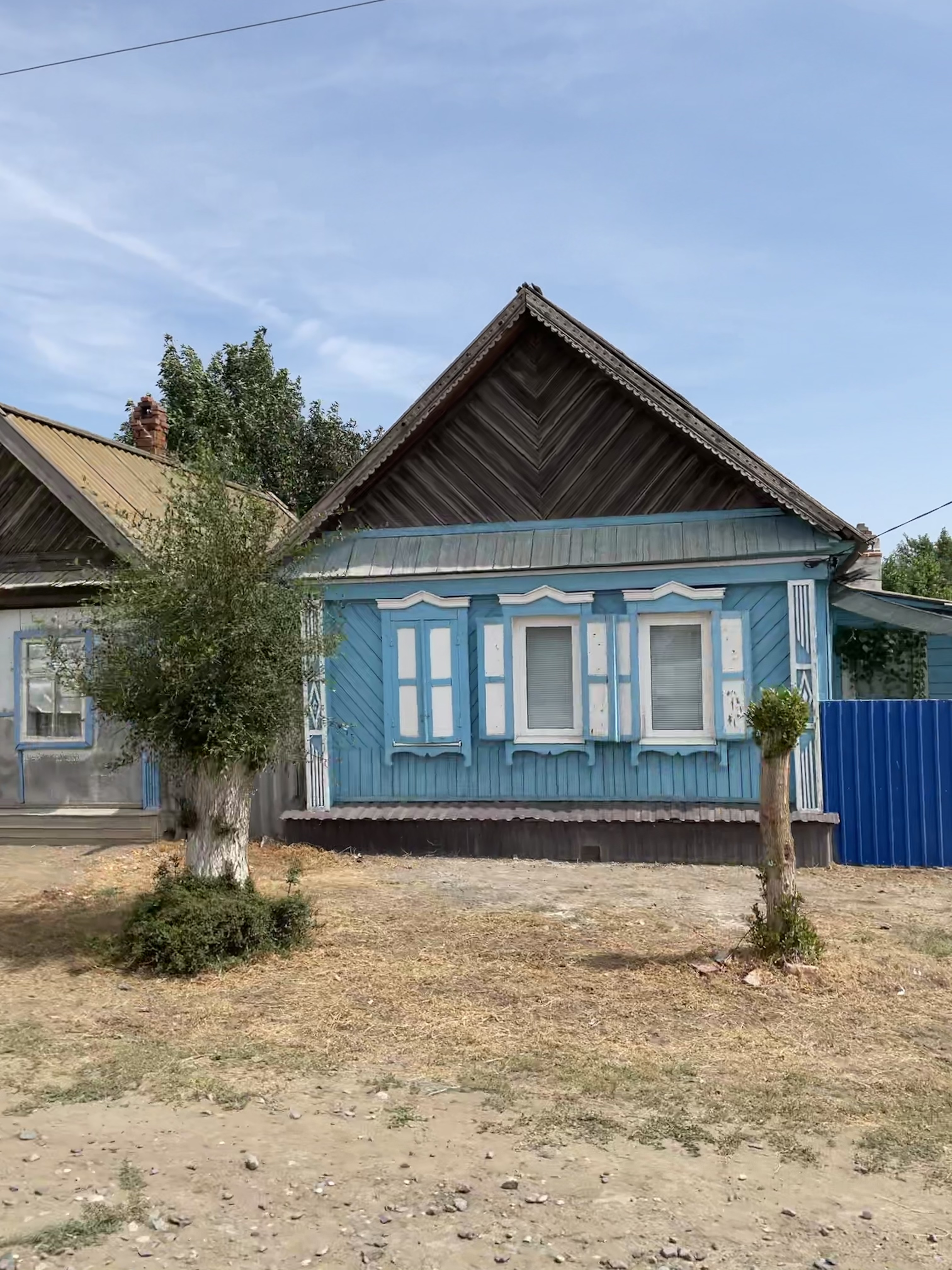
Жилой дом на улице Братьев Фоминых
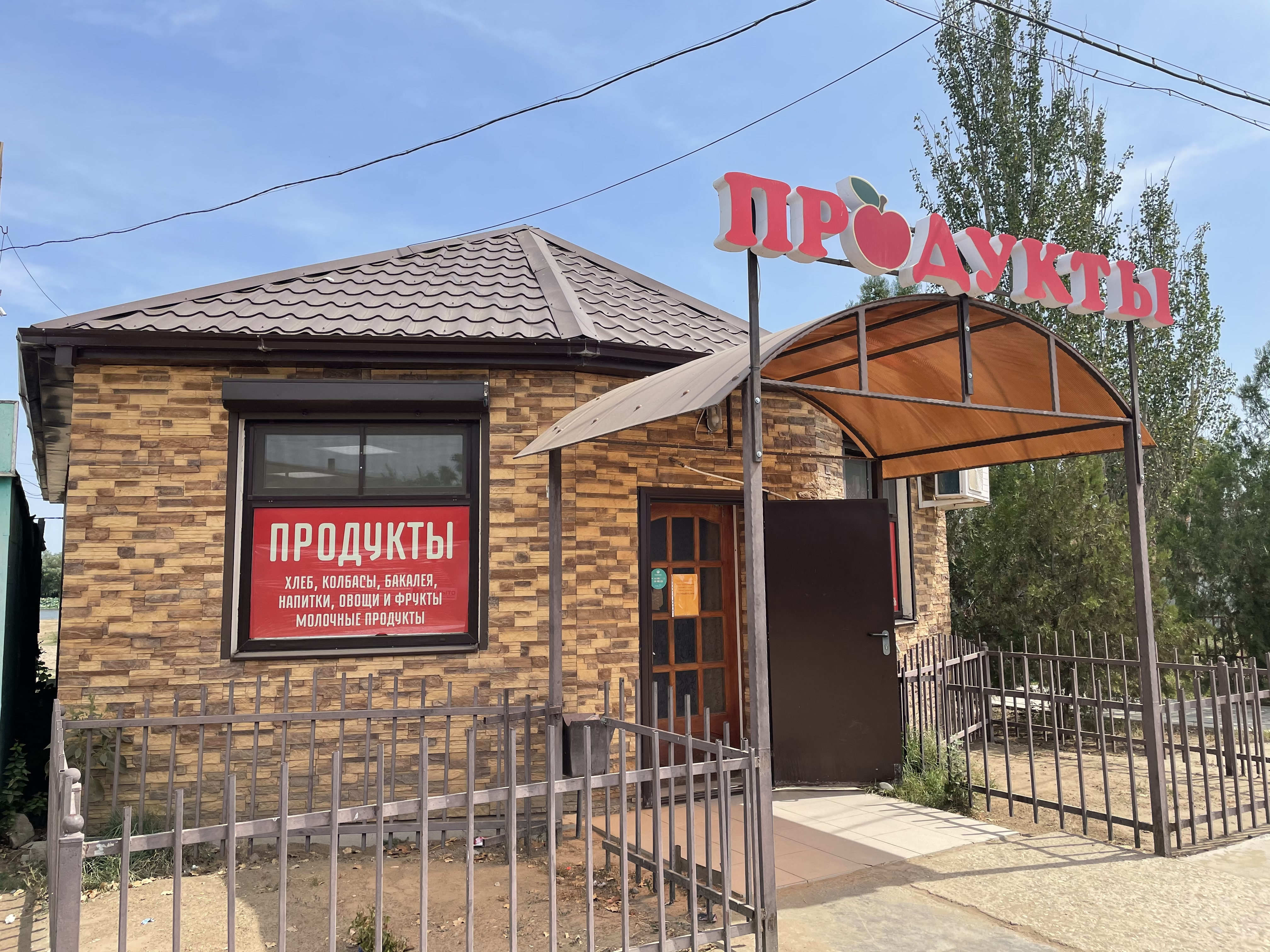
Продуктовый магазин
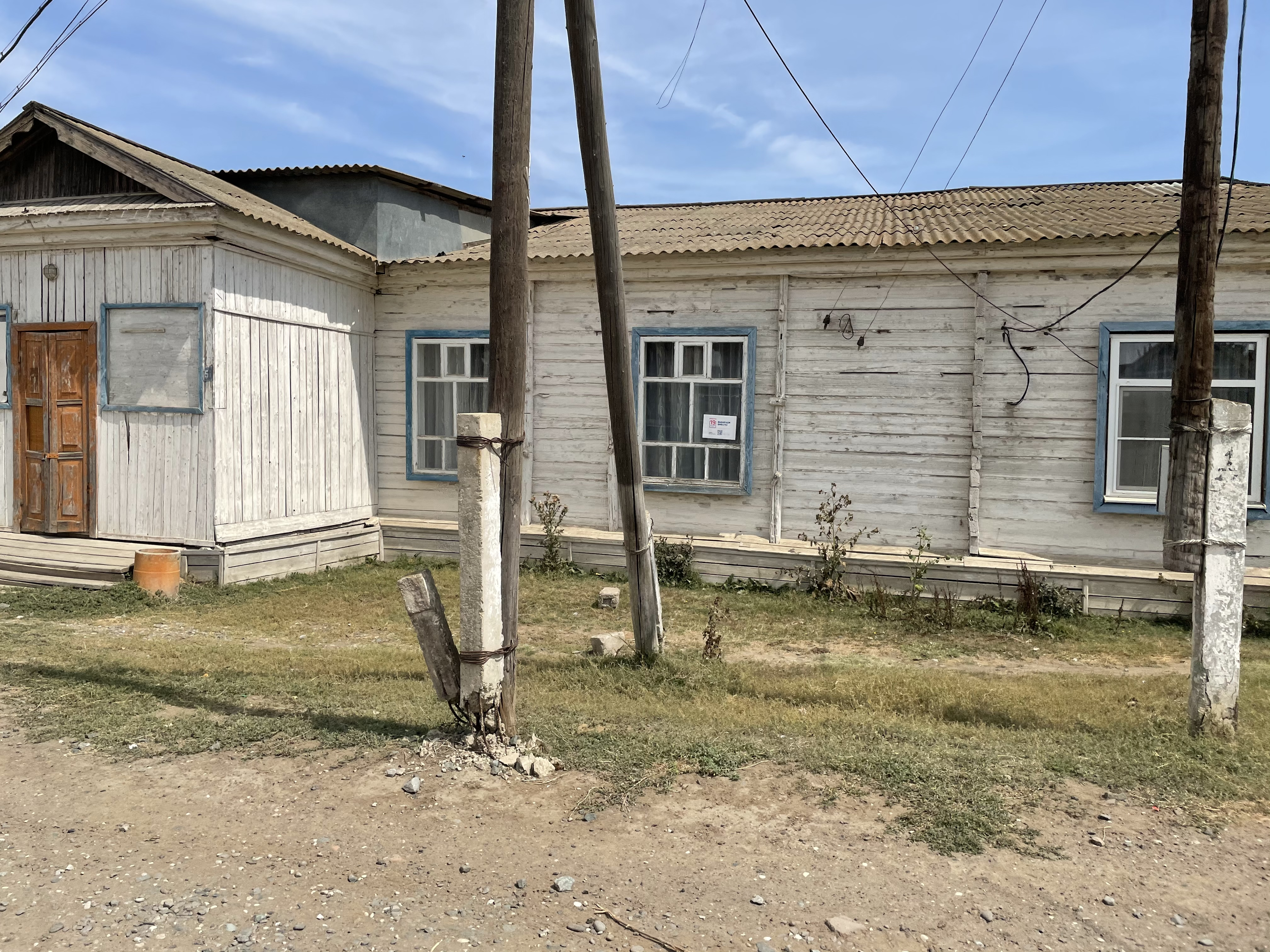
Здание сельского клуба и библиотеки